# Kenneth Hite
Kenneth Hite (15 settembre 1965) è un autore di giochi statunitense.

## Biografia
Si è diplomato (bachelor) in cartografia alla East Central University e laureato con un master in arts in relazioni internazionali all'Università di Chicago. Ha cominciato a giocare a giochi di ruolo nel 1979 con il Basic Set per Dungeons & Dragons, ma il suo gioco preferito è Il richiamo di Cthulhu che compra nel 1981.
Comincia ad avere i suoi primi contatti con l'industria del gioco di ruolo alla GenCon I suoi primi lavori professionali a essere pubblicati sono GURPS Alternate Earth che propone alla Steve Jackson Games e Secret Societies per Nephilim, che Greg Stafford gli offre dopo aver visto i suoi commenti alla bozza di playtest di Nephilim.
Ha tenuto la colonna Suppressed Transmission per la versione online di Pyramid, successivamente raccolta in due volumi: Suppressed Transmission: The First Broadcast e Suppressed Transmission 2: The Second Broadcast, così come la colonna Out of the Box (prima per GamingReport e poi per IndiePressRevolution).
È stato il curatore editoriale della linea dedicata al gioco di ruolo Star Trek RPG della Last Unicorn Games, fino alla sua chiusura in seguito all'acquisto della Last Unicorn Games da parte della Wizards of the Coast
Ha scritto o contribuito a diversi supplementi per GURPS, tra cui GURPS Infinite Worlds, vincitore dell'Origins Award 2005 per miglior supplemento per gioco di ruolo dell'anno) così come supplementi per numerosi altri giochi ed è uno dei molti contributori del libro Gamemastering Secrets, che havinto l'Origin Award 2002 per Best Game Aid or Accessory. Il suo saggio, Cthulhu's Polymorphous Perversity, compare in Cthulhurotica, pubblicato dalla Dagan Books, nel dicembre 2010.
Sviluppa per la Pelgrane Press il gioco di ruolo Sulle tracce di Cthulhu (Trail of Cthulhu, 2008), ambientato nei miti di Cthulhu e basato sul GUMSHOE System di Robin D. Laws. con cui vince due ENnie d'argento nel 2008 per Best Writing e per Best Rules (insieme a Robin D. Laws). Da allora ha pubblicato per la linea Trail of Cthulhu i supplementi Shadows Over Filmland, Rough Magicks e Bookhounds of London.

## Lavori

### Giochi di ruolo
- (1995). Secret Societies. Chaosium. ISBN 1-56882-036-4. Per Nephililm
- Con Craig Neumeier e Michael S. Schiffer (1996). GURPS Alternate Earths. Steve Jackson Games. ISBN 1-55634-318-3. Per GURPS 3ª edizione
- (1997). Major Arcana. Chaosium. ISBN 1-56882-099-2. Per Nephilim
- (1998). Star Trek: The Next Generation Narrator's Toolkit. Last Unicorn Games. ISBN 0-671-04001-4
- (1999). Nightmares of Mine. I.C.E.. ISBN 1-55806-367-6
- Con Craig Neumeier e Michael S. Schiffer (1999). GURPS Alternate Earths 2. Steve Jackson Games. ISBN 1-55634-399-X. Per GURPS 3ª edizione
- Con R. Sean Borgstrom e Jason Langlois (1999). Cainite Heresy. Black Dog Game Factory. Per Vampire: Dark Ages
- Kenneth Hite (2001). GURPS Cabal. Steve Jackson Games. ISBN 1-55634-429-5. Per GURPS 3ª edizione
- Con Steven S. Long e Christopher McGlothlin (1999). Back East: The South. Pinnacle. ISBN 1-889546-55-0. Per Deadlands
- (2000). Suppressed Transmission. Steve Jackson Games. ISBN 1-55634-423-6. Raccolta degli articoli della colonna Suppressed Transmission comparsi su Pyramid
- (2000). Suppressed Transmission 2. Steve Jackson Games. ISBN 1-55634-445-7. Raccolta degli articoli della colonna Suppressed Transmission comparsi su Pyramid
- (2002). GURPS Horror, 3rd Edition. Steve Jackson Games. ISBN 1-55634-453-8. Per GURPS
- (2003). Star Trek Starfleet Operations Manual. Decipher. ISBN 1-58236-904-6
- Con Eric Burns, e Doug Sun (2005). Star Trek Worlds. Decipher. ISBN 1-58236-909-7. Per Star Trek: The Next Generation Role-playing Game
- Con John M. Ford e Steve Jackson (2005). GURPS Infinite Worlds. Steve Jackson Games. ISBN 1-55634-734-0. Per GURPS, 4ª edizione
- Con Kenneth Hite (2006). Dubious Shards. Ronin Arts. Per Il richiamo di Cthulhu, 5ª edizione
- Con Ian Belcher e Greg Lynch (2006). RuneQuest Companion. Mongoose Publishing. ISBN 1-905471-22-X. Per RuneQuest edizione Mongoose Publishing.
- Con Dennis Detwiller, Shane Ivey e Greg Stolze (2006). Wild Talents. Arc Dream Publishing. ISBN 0-9727782-6-8. Per Wild Talents 1ª edizione
- Con Dennis Detwiller, Shane Ivey e Greg Stolze (2008). Wild Talents Essential Edition. Arc Dream Publishing. ISBN 978-0-9818826-1-1. Per Wild Talents 2ª edizione
- Con Bill Bridges e Will Hindmarch (2007). Chicago Workings. White Wolf Publishing. ISBN 978-1-58846-740-9. Per Storytelling System
- (2008). Tour de Lovecraft: The Tales. Atomic Overmind Press.
- (2008). Dubious Shards. Atomic Overmind Press / Ronin Arts. Per Il richiamo di Cthulhu, 5ª edizione
- (2008). Tarot of Cthulhu: Major Arcana. Atomic Overmind Press / Ronin Arts. 6ª edizione
- (2008). Trail of Cthulhu. Pelgrane Press. ISBN 978-1-934859-07-0. Per Sulle tracce di Cthulhu
- (2008). Trail of Cthulhu Player's Guide. Pelgrane Press. Per Sulle tracce di Cthulhu
- (2008). GURPS Infinite Worlds: Collegio Januari. Steve Jackson Games. Per GURPS, 4ª edizione
- (2008). GURPS Infinite Worlds: Lost Worlds. Steve Jackson Games. Per GURPS, 4ª edizione
- Con Robin D. Laws (2009). Shadows over Filmland. Pelgrane Press. Per Sulle tracce di Cthulhu
- Con Steve Kenson (2009). GURPS Infinite Worlds: I.S.T.. Steve Jackson Games. Per GURPS, 4ª edizione
- (2008). Adventures into Darkness. Atomic Overmind Press / Ronin Arts. Per Mutants e Masterminds
- (2008). Adventures into Darkness. Atomic Overmind Press / Ronin Arts.
- (2009). Cthulhu 101. Atomic Overmind Press. ISBN 978-0-9816792-1-1
- (2009). Rough Magicks. Pelgrane Press. ISBN 978-1-934859-31-5. Per Sulle tracce di Cthulhu
- (2009). Adventures into Darkness. Atomic Overmind Press. Per Hero System, 5ª edizione
- Con Kenneth Hite (2009). The Day After Ragnarok. Atomic Overmind Press. Per Hero System, 6ª edizione
- Con Greg Stolze (2009). Grim War. Arc Dream Publishing. ISBN 978-0-9818826-5-9. Per Wild Talents 2ª edizione
- Con Dennis Detwiller, Shane Ivey e Greg Stolze (2010). Wild Talents Second Edition. Arc Dream Publishing. ISBN 978-1-907204-33-3. Per Wild Talents 2ª edizione
- (2010). Serpent Scales 1: The New Konfederacy. Atomic Overmind Press. Per Hero System, 6ª edizione
- (2010). Serpent Scales 2: (Happiness is a) Sten Gun. Atomic Overmind Press. Per Hero System, 6ª edizione
- (2009). The Day After Ragnarok. Atomic Overmind Press. ISBN 978-0-9816792-2-8. Per Savage Worlds 2ª edizione
- (2009). Tehran: Nest of Spies. Atomic Overmind Press. Per Savage Worlds 2ª edizione
- (2010). The Saint-Germain Legacy. Galileo Games. Per Mortal Coil
- (2010). Serpent Scales 1: The New Konfederacy. Atomic Overmind Press. Per Savage Worlds 2ª edizione
- (2010). Serpent Scales 2: (Happiness is a) Sten Gun. Atomic Overmind Press. Per Savage Worlds 2ª edizione
- (2011). GURPS Infinite Worlds: Worlds of Horror. Steve Jackson Games. Per GURPS, 4ª edizione
- (2011). Bookhounds of London. Pelgrane Press. Per Sulle tracce di Cthulhu
- Con Will Hindmarch (2010). London, 1593. Bully Pulpit Games. Per ''Fiasco

### Altri lavori
- (2008). Tour de Lovecraft: The Tales
- Con Andy Hopp (2008). Where the Deep Ones Are
- Con Sheperd Hendrix (2009). The Complete Idiot's Guide to U.S. History, Graphic Illustrated
- Con Christina Rodriguez (2009). The Antarctic Express
- Con John Kovalic (2009). Cthulhu 101